# Fantom Overdrive
Fantom Overdrive is een computerspel dat werd ontwikkeld door Overloaded Pocket Media. Het spel werd in 2003 uitgebracht voor mobiele telefoons.

## Gameplay
Een van de eerste mobile games volledig in 3D. Deze racegame heeft de mogelijkheid om tegen Ghost data te racen (fantom). Na elke race heb je de mogelijkheid om de herhaling te zien en dit vanuit verschillende camera standpunten te bekijken. Hierna kan je weer kiezen om ook tegen je eigen ghost te spelen. Deze kan opgeslagen worden om later weer eens te bekijken. De game biedt ook multiplayer opties om met bluetooth tegen een vriend te racen. Je stuurt elkaars beste tijd (fantom) naar elkaar toe om die uit te dagen.